# Discografia de Tim McGraw
A discografia de Tim McGraw, cantor country norte-americano, consiste em onze álbuns de estúdio, três coletâneas, trinta e dois vídeoclipes e cinquenta e quatro singles oficiais.

## Álbuns de estúdio
- Tim McGraw, 1993
- Not a Moment Too Soon, 1994
- All I Want, 1995
- Everywhere, 1997
- A Place in the Sun, 1999
- Set This Circus Down, 2001
- Tim McGraw and the Dancehall Doctors, 2002
- Live Like You Were Dying, 2004
- Let It Go, 2007
- Southern Voice, 2009
- Emotional Traffic, 2012
- Two Lanes of Freedom, 2013
- Sundown Heaven Town, 2014

## Coletâneas
- Greatest Hits (2000)
- Reflected: Greatest Hits Vol. 2 (2006)
- Greatest Hits: Limited Edition (2008)
- Collector's Edition (2008)
- Greatest Hits 3 (2008)
- Limited Edition: Greatest Hits: Volumes 1, 2 & 3 (2008)
- Number One Hits (2010)
- Tim McGraw & Friends (2013)

## Singles

### Anos 1990
| 1992                                         | "Welcome to the Club"               | 47 | —   | —  |                   | Tim McGraw            |
| 1993                                         | "Memory Lane"                       | 60 | —   | —  |                   | Tim McGraw            |
| 1993                                         | "Two Steppin' Mind"                 | 71 | —   | —  |                   | Tim McGraw            |
| 1994                                         | "Indian Outlaw"                     | 8  | 15  | 24 | - EUA: Ouro       | Not a Moment Too Soon |
| 1994                                         | "Don't Take the Girl"               | 1  | 17  | 1  | - EUA: 2× Platina | Not a Moment Too Soon |
| 1994                                         | "Down on the Farm"                  | 2  | —   | 3  |                   | Not a Moment Too Soon |
| 1994                                         | "Not a Moment Too Soon"             | 1  | —   | 1  |                   | Not a Moment Too Soon |
| 1995                                         | "Refried Dreams"                    | 5  | 106 | 3  |                   | Not a Moment Too Soon |
| 1995                                         | "I Like It, I Love It"              | 1  | 25  | 1  | - EUA: Ouro       | All I Want            |
| 1995                                         | "Can't Be Really Gone"              | 2  | 87  | 4  |                   | All I Want            |
| 1996                                         | "All I Want Is a Life"              | 5  | —   | 2  |                   | All I Want            |
| 1996                                         | "She Never Lets It Go to Her Heart" | 1  | —   | 5  |                   | All I Want            |
| 1996                                         | "Maybe We Should Just Sleep on It"  | 4  | —   | 1  |                   | All I Want            |
| 1997                                         | "It's Your Love" (com Faith Hill)   | 1  | 7   | 1  | - EUA: 2× Platina | Everywhere            |
| 1997                                         | "Everywhere"                        | 1  | —   | 2  |                   | Everywhere            |
| 1997                                         | "Just to See You Smile"             | 1  | —   | 1  |                   | Everywhere            |
| 1998                                         | "One of These Days"                 | 2  | 74  | 1  |                   | Everywhere            |
| 1998                                         | "Where the Green Grass Grows"       | 1  | 79  | 1  |                   | Everywhere            |
| 1998                                         | "For a Little While"                | 2  | 37  | 3  |                   | Everywhere            |
| 1999                                         | "Please Remember Me"                | 1  | 10  | 1  |                   | A Place in the Sun    |
| 1999                                         | "Something Like That"               | 1  | 28  | 1  |                   | A Place in the Sun    |
| 1999                                         | "My Best Friend"                    | 1  | 29  | 4  |                   | A Place in the Sun    |
| "—" lançamentos que não entraram nas paradas |                                     |    |     |    |                   |                       |

### Anos 2000
| Ano                                          | Título                                    | Posições   | Posições | Posições | Posições | Posições | Posições | Certificações (limiar de vendas) | Álbum                                      |
| Ano                                          | Título                                    | US Country | US       | US Pop   | US AC    | US Adult | CAN      | Certificações (limiar de vendas) | Álbum                                      |
| -------------------------------------------- | ----------------------------------------- | ---------- | -------- | -------- | -------- | -------- | -------- | -------------------------------- | ------------------------------------------ |
| 2000                                         | "Some Things Never Change"                | 7          | 58       | —        | —        | —        | —        |                                  | A Place in the Sun                         |
| 2000                                         | "My Next Thirty Years"                    | 1          | 27       | —        | —        | —        | —        |                                  | A Place in the Sun                         |
| 2001                                         | "Grown Men Don't Cry"                     | 1          | 25       | —        | —        | —        | —        |                                  | Set This Circus Down                       |
| 2001                                         | "Angry All the Time"                      | 1          | 38       | —        | —        | —        | —        |                                  | Set This Circus Down                       |
| 2001                                         | "The Cowboy in Me"                        | 1          | 33       | —        | —        | —        | —        |                                  | Set This Circus Down                       |
| 2002                                         | "Unbroken"                                | 1          | 26       | —        | —        | —        | —        |                                  | Set This Circus Down                       |
| 2002                                         | "Red Ragtop"                              | 5          | 40       | —        | —        | —        | —        |                                  | Tim McGraw and the Dancehall Doctors       |
| 2002                                         | "Tiny Dancer"                             | 49         | —        | —        | 13       | —        | —        |                                  | Tim McGraw and the Dancehall Doctors       |
| 2003                                         | "She's My Kind of Rain"                   | 2          | 27       | —        | —        | —        | —        |                                  | Tim McGraw and the Dancehall Doctors       |
| 2003                                         | "Real Good Man"                           | 1          | 27       | —        | —        | —        | —        |                                  | Tim McGraw and the Dancehall Doctors       |
| 2003                                         | "Watch the Wind Blow By"                  | 1          | 32       | —        | —        | —        | —        |                                  | Tim McGraw and the Dancehall Doctors       |
| 2004                                         | "Live Like You Were Dying"                | 1          | 29       | 34       | 4        | 21       | —        | - EUA: Platina                   | Live Like You Were Dying                   |
| 2004                                         | "Back When"                               | 1          | 30       | —        | —        | —        | —        |                                  | Live Like You Were Dying                   |
| 2005                                         | "Drugs or Jesus"                          | 14         | 87       | —        | —        | —        | —        |                                  | Live Like You Were Dying                   |
| 2005                                         | "Do You Want Fries with That"             | 5          | 59       | —        | —        | —        | —        |                                  | Live Like You Were Dying                   |
| 2005                                         | "My Old Friend"                           | 6          | 79       | —        | —        | —        | —        |                                  | Live Like You Were Dying                   |
| 2006                                         | "When the Stars Go Blue"                  | 4          | 37       | 50       | 12       | 35       | —        | - EUA: Ouro                      | Tim McGraw Reflected: Greatest Hits Vol. 2 |
| 2006                                         | "My Little Girl                           | 3          | 35       | 49       | 15       | —        | —        | - EUA: Ouro                      | Tim McGraw Reflected: Greatest Hits Vol. 2 |
| 2007                                         | "Last Dollar (Fly Away)"                  | 1          | 13       | 18       | —        | —        | —        |                                  | Let It Go                                  |
| 2007                                         | "I Need You" (com Faith Hill)             | 8          | 50       | 64       | —        | —        | 75       |                                  | Let It Go                                  |
| 2007                                         | "If You're Reading This"                  | 3          | 41       | 48       | —        | —        | 81       |                                  | Let It Go                                  |
| 2007                                         | "Suspicions"                              | 12         | 87       | —        | —        | —        | —        |                                  | Let It Go                                  |
| 2008                                         | "Kristofferson"                           | 16         | 110      | —        | —        | —        | —        |                                  | Let It Go                                  |
| 2008                                         | "Let It Go"                               | 2          | 47       | —        | —        | —        | 75       |                                  | Let It Go                                  |
| 2009                                         | "Nothin' to Die For"                      | 5          | 68       | —        | —        | —        | 76       |                                  | Let It Go                                  |
| 2009                                         | "It's a Business Doing Pleasure with You" | 13         | 59       | —        | —        | —        | 53       |                                  | Southern Voice                             |
| 2009                                         | "Southern Voice"                          | 1          | 49       | —        | —        | —        | 58       |                                  | Southern Voice                             |
| "—" lançamentos que não entraram nas paradas |                                           |            |          |          |          |          |          |                                  |                                            |

### 2010 - presente
| 2010                                         | "Still"                                  | 16                      | 91 |    |  |    |  |  |  |
| 2010                                         | 94                                       |                         |    |    |  |    |  |  |  |
| Southern Voice                               |                                          |                         |    |    |  |    |  |  |  |
| "Felt Good on My Lips"                       | 1                                        | 26                      | 22 | 36 |  |    |  |  |  |
| Number One Hits                              |                                          |                         |    |    |  |    |  |  |  |
| 2011                                         | "Me and Tennessee" (com Gwyneth Paltrow) | 34                      |    |    |  |    |  |  |  |
| 63                                           | Country Strong(trilha sonora)            |                         |    |    |  |    |  |  |  |
| "—" lançamentos que não entraram nas paradas |                                          |                         |    |    |  |    |  |  |  |
| "Better Than I Used to Be"                   | 5                                        |                         |    |    |  |    |  |  |  |
| 52                                           |                                          |                         |    |    |  |    |  |  |  |
| 71                                           |                                          |                         |    |    |  |    |  |  |  |
| - Ouro                                       | Emotional Traffic                        |                         |    |    |  |    |  |  |  |
| 2012                                         | Emotional Traffic                        | "Right Back Atcha Babe" | 59 |    |  |    |  |  |  |
| 2012                                         |                                          |                         |    |    |  |    |  |  |  |
| 2012                                         | "Truck Yeah"                             | 11                      | 10 | 57 |  |    |  |  |  |
| 52                                           |                                          |                         |    |    |  |    |  |  |  |
| - Ouro                                       | Two Lanes of Freedom                     |                         |    |    |  |    |  |  |  |
| "One of Those Nights"                        | Two Lanes of Freedom                     | 3                       | 1  | 32 |  |    |  |  |  |
| 38                                           |                                          |                         |    |    |  |    |  |  |  |
| - Ouro                                       |                                          |                         |    |    |  |    |  |  |  |
| 2013                                         | "Twisted" (com Colt Ford)                |                         |    |    |  |    |  |  |  |
| 2013                                         | Tim McGraw & Friends                     |                         |    |    |  |    |  |  |  |
| 2013                                         | "Highway Don't Care" (com Taylor Swift)  | 4                       | 1  | 22 |  |    |  |  |  |
| 21                                           |                                          |                         |    |    |  |    |  |  |  |
| 73                                           | - Platina                                | Two Lanes of Freedom    |    |    |  |    |  |  |  |
| "Southern Girl"                              | 19                                       | Two Lanes of Freedom    | 17 | 64 |  | 91 |  |  |  |
| "—" lançamentos que não entraram nas paradas |                                          |                         |    |    |  |    |  |  |  |

## Outros singles

### Colaborações Selecionadas
| 1996 | "Hope"                                  | Vários Artistas | 57 | —  | — | —  | — | —  | —    | single de caridade            |        |                         |                                                                                      |                                                                                      |                                                                                      |                                                                                      |                                                                                      |                                                                                      |                                                                                      |                                                                                      |                                                                                      |                                                                                      |                                                                                      |                                                                                      |                                                                                      |                                                                                      |                                                                                      |                                                                                      |                                                                                      |                                                                                      |                                                                                      |                                                                                      |
| 1998 | "Just to Hear You Say That You Love Me" | Faith Hill      | 3  | —  | — | —  | 4 | —  | —    | Faith                         |        |                         |                                                                                      |                                                                                      |                                                                                      |                                                                                      |                                                                                      |                                                                                      |                                                                                      |                                                                                      |                                                                                      |                                                                                      |                                                                                      |                                                                                      |                                                                                      |                                                                                      |                                                                                      |                                                                                      |                                                                                      |                                                                                      |                                                                                      |                                                                                      |
| 2000 | "Let's Make Love"                       | Faith Hill      | 6  | 54 | — | —  | 5 | —  | —    | Breathe                       |        |                         |                                                                                      |                                                                                      |                                                                                      |                                                                                      |                                                                                      |                                                                                      |                                                                                      |                                                                                      |                                                                                      |                                                                                      |                                                                                      |                                                                                      |                                                                                      |                                                                                      |                                                                                      |                                                                                      |                                                                                      |                                                                                      |                                                                                      |                                                                                      |
| 2001 | "Bring On the Rain"                     | Jo Dee Messina  | 1  | 36 | — | 6  | * | —  | —    | Burn                          |        |                         |                                                                                      |                                                                                      |                                                                                      |                                                                                      |                                                                                      |                                                                                      |                                                                                      |                                                                                      |                                                                                      |                                                                                      |                                                                                      |                                                                                      |                                                                                      |                                                                                      |                                                                                      |                                                                                      |                                                                                      |                                                                                      |                                                                                      |                                                                                      |
| 2004 | "Over and Over"                         | Nelly           | —  | 3  | 1 | 34 | — | 2  | Ouro | Suit                          |        |                         |                                                                                      |                                                                                      |                                                                                      |                                                                                      |                                                                                      |                                                                                      |                                                                                      |                                                                                      |                                                                                      |                                                                                      |                                                                                      |                                                                                      |                                                                                      |                                                                                      |                                                                                      |                                                                                      |                                                                                      |                                                                                      |                                                                                      |                                                                                      |
| 2008 | "Nine Lives"                            | Def Leppard     | —  | —  | — | —  | — | —  | —    | Songs from the Sparkle Lounge |        |                         |                                                                                      |                                                                                      |                                                                                      |                                                                                      |                                                                                      |                                                                                      |                                                                                      |                                                                                      |                                                                                      |                                                                                      |                                                                                      |                                                                                      |                                                                                      |                                                                                      |                                                                                      |                                                                                      |                                                                                      |                                                                                      |                                                                                      |                                                                                      |
| 2012 | "Feel Like a Rock Star"                 | Kenny Chesney   | 11 | 40 | — | —  | — | 33 | —    | —                             | - Ouro | Welcome to the Fishbowl | "—" lançamentos que não entraram nas paradas ou certificado * posições desconhecidas | "—" lançamentos que não entraram nas paradas ou certificado * posições desconhecidas | "—" lançamentos que não entraram nas paradas ou certificado * posições desconhecidas | "—" lançamentos que não entraram nas paradas ou certificado * posições desconhecidas | "—" lançamentos que não entraram nas paradas ou certificado * posições desconhecidas | "—" lançamentos que não entraram nas paradas ou certificado * posições desconhecidas | "—" lançamentos que não entraram nas paradas ou certificado * posições desconhecidas | "—" lançamentos que não entraram nas paradas ou certificado * posições desconhecidas | "—" lançamentos que não entraram nas paradas ou certificado * posições desconhecidas | "—" lançamentos que não entraram nas paradas ou certificado * posições desconhecidas | "—" lançamentos que não entraram nas paradas ou certificado * posições desconhecidas | "—" lançamentos que não entraram nas paradas ou certificado * posições desconhecidas | "—" lançamentos que não entraram nas paradas ou certificado * posições desconhecidas | "—" lançamentos que não entraram nas paradas ou certificado * posições desconhecidas | "—" lançamentos que não entraram nas paradas ou certificado * posições desconhecidas | "—" lançamentos que não entraram nas paradas ou certificado * posições desconhecidas | "—" lançamentos que não entraram nas paradas ou certificado * posições desconhecidas | "—" lançamentos que não entraram nas paradas ou certificado * posições desconhecidas | "—" lançamentos que não entraram nas paradas ou certificado * posições desconhecidas | "—" lançamentos que não entraram nas paradas ou certificado * posições desconhecidas |

### Outras canções cartografadas
Estas canções foram mapeadas a partir de airplays não solicitados na Billboard Hot Country Songs.
| 1997                                         | "You Turn Me On"               | 75 | Everywhere                                               |                      |           |
| 2000                                         | "The Trouble with Never"       | 66 | A Place in the Sun                                       |                      |           |
| 2000                                         | "Seventeen"                    | 64 | A Place in the Sun                                       |                      |           |
| 2000                                         | "Señorita Margarita"           | 74 | A Place in the Sun                                       |                      |           |
| 2001                                         | "Seventeen"                    | 64 | A Place in the Sun                                       |                      |           |
| 2001                                         | "Things Change"                | 32 | performance ao vivo na Country Music Association em 2001 |                      |           |
| 2001                                         | "Telluride"                    | 52 | Set This Circus Down                                     |                      |           |
| 2006                                         | "I've Got Friends That Do"     | 49 | Tim McGraw Reflected: Greatest Hits Vol. 2               |                      |           |
| 2007                                         | "Suspicions"                   | 56 | Let It Go                                                | —                    | Let It Go |
| 2011                                         | "Christmas All Over the World" | 30 | —                                                        | Sem canção           |           |
| 2012                                         | "The One That Got Away"        | —  | 103                                                      | Emotional Traffic    |           |
| 2012                                         | "Halo"                         | —  | 123                                                      | Emotional Traffic    |           |
| 2013                                         | "Two Lanes of Freedom"         | 49 | —                                                        | Two Lanes of Freedom |           |
| "—" lançamentos que não entraram nas paradas |                                |    |                                                          |                      |           |

## Videografia

### Videoclipes
| Ano  | Vídeo                                                     | Diretor                      |
| ---- | --------------------------------------------------------- | ---------------------------- |
| 1992 | "Welcome to the Club"                                     | Julie Cypher                 |
| 1993 | "Memory Lane"                                             | Michael Merriman             |
| 1994 | "Indian Outlaw"                                           | Sherman Halsey               |
| 1994 | "Indian Outlaw" (Versão Mix)                              | Sherman Halsey               |
| 1994 | "Don't Take the Girl"                                     | Sherman Halsey               |
| 1994 | "Down on the Farm"                                        | Sherman Halsey               |
| 1994 | "Not a Moment Too Soon"                                   | Sherman Halsey               |
| 1995 | "Refried Dreams"                                          | Sherman Halsey               |
| 1995 | "I Like It, I Love It"                                    | Sherman Halsey               |
| 1995 | "Can't Be Really Gone"                                    | Sherman Halsey               |
| 1996 | "All I Want is a Life"                                    | Sherman Halsey               |
| 1996 | "Maybe We Should Just Sleep on It"                        | Sherman Halsey               |
| 1997 | "It's Your Love" (com Faith Hill)                         | Sherman Halsey               |
| 1997 | "Everywhere"                                              | Sherman Halsey               |
| 1998 | "One of These Days"                                       | Sherman Halsey               |
| 1998 | "Just to Hear You Say That You Love Me" (with Faith Hill) | Jim Shea                     |
| 1999 | "Please Remember Me"                                      | Randee St. Nicholas          |
| 1999 | "Something Like That"                                     | Scott Scovill                |
| 2000 | "Let's Make Love" (com Faith Hill)                        | Lili Fini Zanuck             |
| 2001 | "Angel Boy"                                               | Sherman Halsey               |
| 2002 | "The Cowboy in Me"                                        | Sherman Halsey               |
| 2002 | "She's My Kind of Rain"                                   | Sherman Halsey               |
| 2003 | "Real Good Man"/"The Ride" (Ao Vivo)                      | Sherman Halsey               |
| 2004 | "Live Like You Were Dying"                                | Sherman Halsey               |
| 2004 | "Over and Over" (com Nelly)                               | Erik White                   |
| 2005 | "Drugs or Jesus"                                          | Sherman Halsey               |
| 2005 | "Like We Never Loved at All" (com Faith Hill)             | Sophie Muller                |
| 2006 | "When the Stars Go Blue"                                  | Sherman Halsey               |
| 2006 | "My Little Girl"                                          | Sherman Halsey/Michael Mayer |
| 2007 | "Last Dollar (Fly Away)"                                  | Sherman Halsey               |
| 2007 | "I Need You" (com Faith Hill)                             | Sherman Halsey               |
| 2008 | "Suspicions" (Ao Vivo)                                    | Sherman Halsey               |
| 2008 | "Nine Lives" (com Def Leppard)                            | Sherman Halsey               |
| 2009 | "Southern Voice"                                          | Sherman Halsey               |
| 2010 | "Still"                                                   | Sherman Halsey               |
| 2010 | "Still" (Ao Vivo)                                         | Sherman Halsey               |
| 2010 | "Felt Good on My Lips"                                    | Nick Davidge/Grant James     |
| 2011 | "Me and Tennessee" (com Gwyneth Paltrow)                  | Roger Pistole                |
| 2012 | "Feel Like a Rock Star" (com Kenny Chesney)               | Shaun Silva                  |
| 2012 | "Truck Yeah"                                              | Chris Hicky                  |
| 2012 | "One of Those Nights"                                     | Sherman Halsey               |
| 2013 | "Nashville Without You"                                   | Thien Phan                   |
| 2013 | "Highway Don't Care" (com Taylor Swift e Keith Urban)     | Shane Drake                  |
| 2013 | "Southern Girl"                                           | Shane Drake                  |